# Второй дивизион чемпионата мира по хоккею с шайбой среди юниорских команд 2016
Чемпионат мира по хоккею с шайбой среди юниорских команд 2016 года во II-м дивизионе — спортивное соревнование по хоккею с шайбой под эгидой ИИХФ, прошедшее с 4 по 10 апреля в Брашове (Румыния) и с 26 марта по 1 апреля 2016 года в Вальдеморо (Испания). По итогам турнира в группе А: команда, занявшая первое место, получила право играть в группе B первого дивизиона чемпионата мира 2017 года, а команда, занявшая последнее место, перешла в группу B. По итогам турнира в группе B: команда, занявшая первое место, вышла в группу А, а команда, занявшая последнее место, перешла в группу А третьего дивизиона чемпионата мира 2017 года.

## Участвующие команды
В чемпионате принимали участие 12 национальных команд — одиннадцать из Европы и одна из Азии. Сборная Исландии пришла из третьего дивизиона, сборная Литвы пришла из первого дивизиона, остальные — с прошлого турнира второго дивизиона.
Группа A
| Сборная        | Квалификация                                                                          |
| -------------- | ------------------------------------------------------------------------------------- |
| Литва          | Заняла 6-е место в группе B первого дивизиона и вылетела оттуда в 2015 году           |
| Польша         | Заняла 2-е место в группе A второго дивизиона в прошлом году                          |
| Великобритания | Заняла 3-е место в группе A второго дивизиона в прошлом году                          |
| Нидерланды     | Заняла 4-е место в группе A второго дивизиона в прошлом году                          |
| Хорватия       | Заняла 5-е место в группе A второго дивизиона в прошлом году                          |
| Румыния        | Хозяева, заняла 1-е место в группе B второго дивизиона и поднялась оттуда в 2015 году |

Группа B
| Сборная  | Квалификация                                                                |
| -------- | --------------------------------------------------------------------------- |
| Эстония  | Заняла 6-е место в группе A второго дивизиона и вылетела оттуда в 2014 году |
| Испания  | Хозяева, заняла 2-е место в группе B второго дивизиона в прошлом году       |
| Сербия   | Заняла 3-е место в группе B второго дивизиона в прошлом году                |
| Бельгия  | Заняла 4-е место в группе B второго дивизиона в прошлом году                |
| Китай    | Заняла 5-е место в группе B второго дивизиона в прошлом году                |
| Исландия | Заняла 1-е место в третьем дивизионе и поднялась оттуда в 2015 году         |

## Группа А
|  | Команда, выходящая в группу B первого дивизиона чемпионата мира 2017 года   |
|  | Команда, переходящая в группу B второго дивизиона чемпионата мира 2017 года |

### Таблица
| М | Сборная        | И | В | ВО | ПО | П | ШЗ | ШП | РШ  | О  |
| - | -------------- | - | - | -- | -- | - | -- | -- | --- | -- |
| 1 | Польша         | 5 | 5 | 0  | 0  | 0 | 43 | 8  | +35 | 15 |
| 2 | Румыния        | 5 | 4 | 0  | 0  | 1 | 27 | 15 | +12 | 12 |
| 3 | Литва          | 5 | 3 | 0  | 0  | 2 | 17 | 19 | -2  | 9  |
| 4 | Великобритания | 5 | 2 | 0  | 0  | 3 | 18 | 23 | −5  | 6  |
| 5 | Хорватия       | 5 | 1 | 0  | 0  | 4 | 8  | 25 | −17 | 3  |
| 6 | Нидерланды     | 5 | 0 | 0  | 0  | 5 | 6  | 29 | −23 | 0  |

## Группа B
|  | Команда, выходящая в группу A второго дивизиона чемпионата мира 2017 года    |
|  | Команда, переходящая в группу A третьего дивизиона чемпионата мира 2017 года |

### Таблица
| М | Сборная  | И | В | ВО | ПО | П | ШЗ | ШП | РШ  | О  |
| - | -------- | - | - | -- | -- | - | -- | -- | --- | -- |
| 1 | Эстония  | 5 | 5 | 0  | 0  | 0 | 38 | 11 | +27 | 15 |
| 2 | Испания  | 5 | 4 | 0  | 0  | 1 | 26 | 14 | +12 | 12 |
| 3 | Сербия   | 5 | 3 | 0  | 0  | 2 | 12 | 10 | +2  | 9  |
| 4 | Исландия | 5 | 1 | 0  | 0  | 4 | 11 | 30 | −19 | 3  |
| 5 | Бельгия  | 5 | 1 | 0  | 0  | 4 | 15 | 29 | −14 | 3  |
| 6 | Китай    | 5 | 1 | 0  | 0  | 4 | 12 | 20 | −8  | 3  |